# Franz Sigel
Pour les articles homonymes, voir Sigel.

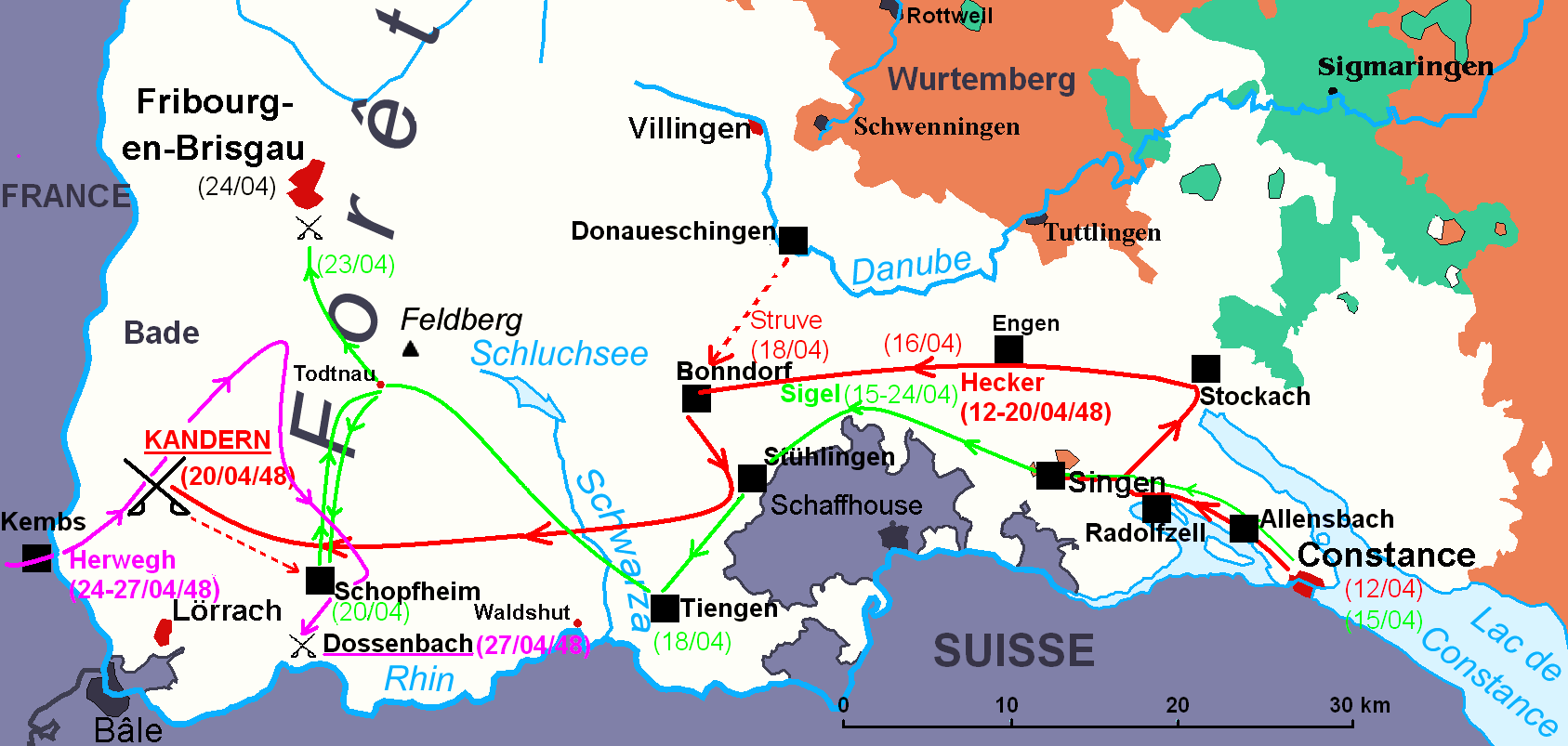
Révolution badoise d'avril 1848 : le trajet de Sigel et ses hommes est indiqué en vert.

Franz Peter Sigel (né le 18 novembre 1824 à Sinsheim - mort le 21 août 1902 à New York) était un officier germano-américain, originaire du grand-duché de Bade. Après avoir pris part à la révolution allemande de 1848/49, il s'exila aux États-Unis d'Amérique, où il s'illustra dans les rangs nordistes lors de la guerre de Sécession.

## En Allemagne
Fils d'un fonctionnaire du grand-duché de Bade, Franz Peter Sigel est né à Sinsheim en 1824. Après avoir commencé ses études au Gymnasium de Bruchsal, il entra à l'école militaire de Carlsruhe. Lors d'un service à Mannheim, il rencontra les hommes politiques "radicaux" Friedrich Hecker et Gustav Struve.
Sous l'influence de ces derniers, et à la suite d'un duel, il quitta l'armée badoise en 1847 pour entreprendre des études de droit à Heidelberg. Au début de la révolution de Mars 1848, il organisa des corps-francs à Mannheim et dans l'arrondissement de Constance.

Malgré de sérieux doutes quant à l'organisation militaire d'un mouvement dont il était le seul officier (avec le grade de colonel), il se joignit à Hecker et Struve lors de leur insurrection républicaine (13-27 avril 1848). Celle-ci devait les mener de Constance à Carlsruhe et leur permettre de rallier en chemin un nombre d'hommes suffisant pour chasser le grand-duc et imposer la République allemande.

Parti de Constance le 15 avril, les troupes de Sigel suivirent un chemin parallèle à celles d'Hecker, le point de ralliement étant prévu à proximité des rives du Rhin. Hecker et ses hommes furent cependant mis en déroute par l'armée de la Confédération germanique à Kandern, le 20 avril, sans avoir pu opérer leur jonction avec les troupes de Sigel. Ce dernier rassembla alors les hommes restants et se porta au secours d'insurgés assiégés dans Fribourg-en-Brisgau. Arrivé avec 4000 hommes devant les portes de la ville, Sigel fut vaincu les 23 et 24 avril.

Réfugié en Suisse après ce premier échec, il prit part à la seconde phase de la révolution badoise, en 1849. Celle-ci avait remplacé le Grand-duc par une République, dirigée par Lorenz Brentano, dont Sigel devint le ministre de la Guerre. Il était également le général commandant-en-chef des armées badoises, mais, blessé lors d'une escarmouche, il dut céder sa place au franco-polonais Ludwik Mierosławski.

La République ayant été écrasée par l'armée prussienne du prince Guillaume (bataille de Waghäusel, 21 juin 1849, et prise de Rastatt le 23 juillet), Sigel dut chercher refuge en Suisse puis en Angleterre.

## Aux États-Unis

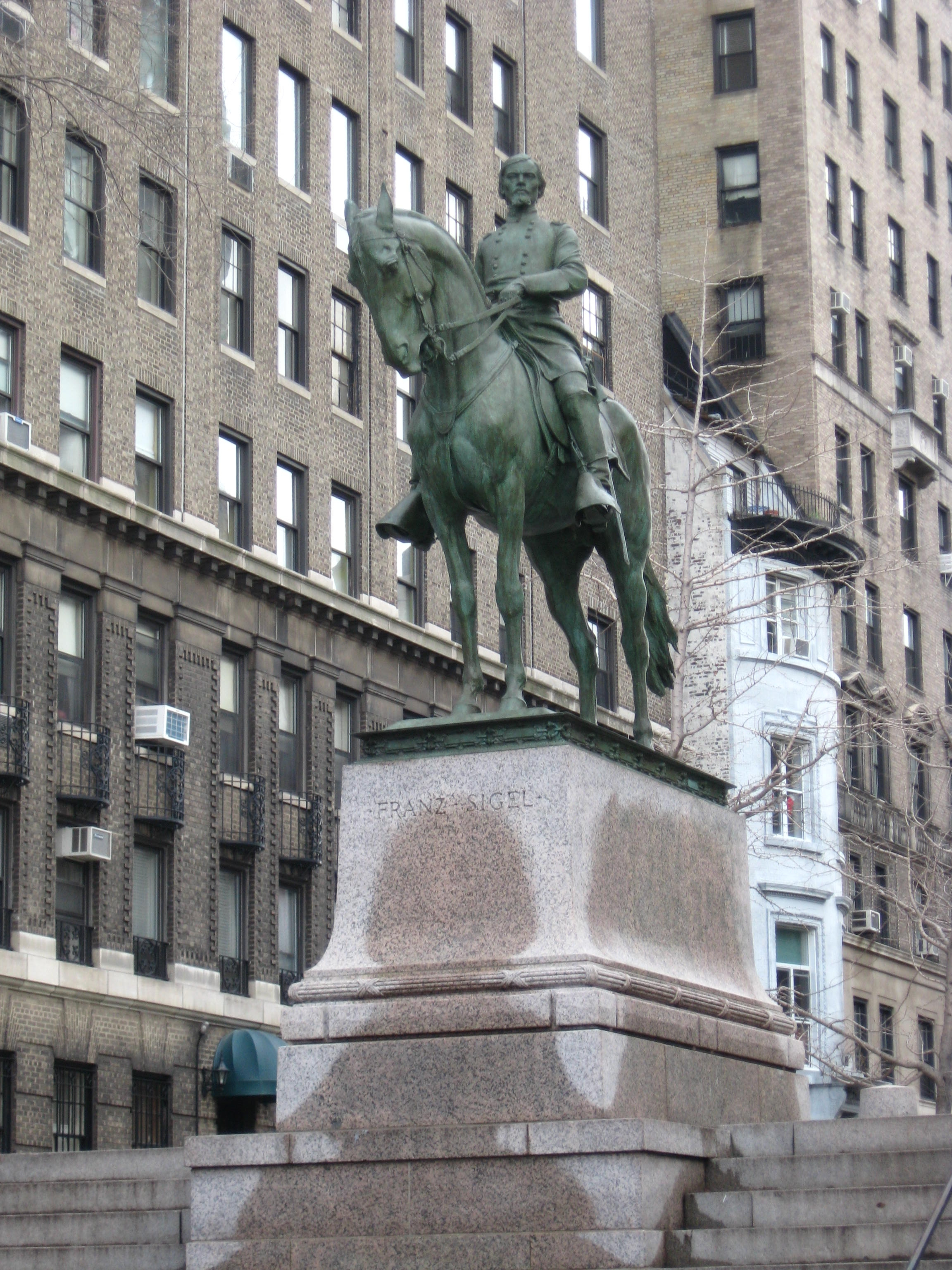
Monument équestre du général Sigel à New York.

Exilé aux États-Unis à partir de 1852, il y gagna sa vie comme enseignant et directeur d'école à New York puis à Saint-Louis (Missouri). Dans ce dernier État vivait alors une importante communauté d'immigrés allemands, dont certains avaient fui comme lui la répression contre-révolutionnaire. Avec un autre Forty-Eighter ("quarante-huitard"), Friedrich Hecker (qui habitait un village de l'Illinois proche de Saint-Louis), Sigel exerçait une forte influence sur cette communauté allemande, qu'il entraîna dans le camp antiesclavagiste puis du côté de l'armée de l'Union durant la guerre de Sécession.
Commençant la guerre avec le grade de colonel, Sigel fut nommé brigadier general par le président Abraham Lincoln en 1861. Battu à Wilson's Creek (10 août 1861), il s'illustra lors de la Bataille de Pea Ridge (7-8 mars 1862), lors de laquelle il commanda deux divisions en tant que commandant en second de l'armée du Sud-Ouest et dirigea l'artillerie de l'Union qui défait le général sudiste Earl Van Dorn. Promu  major general (général de division) à la suite de cette victoire, il fut blessé à la main lors de la Seconde bataille de Bull Run (28-30 août 1862).
Sigel fut relevé de son commandement en 1863, avant d'être envoyé en Virginie-Occidentale, où Grant lui confia l'invasion de la vallée de Shenandoah, étape préalable à la prise de la gare de Lynchburg (Virginie), indispensable au ravitaillement de l'armée du général Lee. Sigel fut cependant intercepté et sévèrement défait par le sudiste John Cabell Breckinridge lors de la bataille de New Market (15 mai 1864). Il prit sa revanche le mois suivant en affrontant Jubal Anderson Early à Harpers Ferry (Virginie-Occidentale), mais il ne put empêcher le général de la confédération de traverser le Potomac.
En raison de cet échec, il fut à nouveau relevé de son commandement et remplacé par David Hunter.
Après la guerre, il devint journaliste à Baltimore puis New York, où il mourut le 21 août 1902. Il fut inhumé au cimetière de Woodlawn.
Des statues équestres ont été érigées à sa mémoire, à Riverside Park (Manhattan) et à Saint-Louis. De son vivant (1865), son nom a été donné à un village de Pennsylvanie.